# آندری زیگمانتوویچ
آندره ویکتنتیویچ زیگمانتوویچ (روسی: Андрей Викентьевич Зыгмантович؛ متولد ۲ دسامبر ۱۹۶۲) مربی فوتبال بلاروسی و بازیکن سابق است.

## بازی ملی
زیگمانتوویچ نخستین بازی خود را برای اتحاد جماهیر شوروی در ۲۸ مارس ۱۹۸۴ در یک بازی دوستانه با آلمان غربی انجام داد. او در جام جهانی۱۹۹۰ به نمایندگی از شوروی، با به ثمر رساندن گل به کامرون (۴–۰، اگرچه در خروج از مرحله گروهی نهایی)، آخرین بازی بین‌المللی او برای این کشور بود.
زیگمانتوویچ بعداً در ۹ مسابقه برای بلاروس شرکت کرد، نخستین بازی او در ۲۸ اکتبر ۱۹۹۲ با تساوی دوستانه ۱–۱ مقابل اوکراین در مینسک انجام شد.